# Chloraea galeata
Chloraea galeata es una especie de orquídea de hábito terrestre originaria de Chile.

## Descripción
Es una orquídea de tamaño medio que prefiere el clima fresco al frío. Tiene hábito terrestre. Florece en la primavera en una inflorescencia con varias flores de color variable.

## Distribución
Se encuentra en el centro de Chile a una altura de 50 a 1500 metros. 

## Taxonomía
Chloraea galeata fue descrita por John Lindley y publicado en The Quarterly Journal of Science, Literature, and the Arts 1: 48. 1827.
Etimología
Ver: Chloraea
Sinonimia
- Asarca galeata (Lindl.) Kuntze, Revis. Gen. Pl. 2: 652 (1891).
- Chloraea alaris Lindl., Brand. Quart. J. Roy. Inst., n.s., 1: 50 (1827).
- Asarca maculosa Poepp., Fragm. Syn. Pl.: 20 (1833).
- Asarca parviflora Poepp., Fragm. Syn. Pl.: 20 (1833).
- Asarca alaris (Lindl.) Lindl., Gen. Sp. Orchid. Pl.: 408 (1840).
- Chloraea besseri Rchb.f., Linnaea 22: 862 (1850).
- Chloraea rypaloglossa A.Rich. in C.Gay, Fl. Chil. 5: 457 (1852).
- Chloraea reflexa Phil., Linnaea 29: 51 (1858).
- Chloraea secunda Phil., Linnaea 29: 52 (1858).
- Chloraea suaveolens Phil., Linnaea 29: 46 (1858).
- Asarca besseri (Rchb.f.) Kuntze, Revis. Gen. Pl. 2: 652 (1891).
- Asarca reflexa (Phil.) Kuntze, Revis. Gen. Pl. 2: 652 (1891).
- Asarca rypaloglossa (A.Rich.) Kuntze, Revis. Gen. Pl. 2: 652 (1891).
- Asarca secunda (Phil.) Kuntze, Revis. Gen. Pl. 2: 652 (1891).
- Asarca suaveolens (Phil.) Kuntze, Revis. Gen. Pl. 2: 652 (1891).
- Chloraea berteroana Kraenzl., Orchid. Gen. Sp. 2: 70 (1903).[3]